# 三江平原
三江平原位于黑龙江省东部，长白山以北，小兴安岭以东，黑龙江以南，乌苏里江以西，松花江流经，由长期地质构造下陷及黑龙江、松花江、乌苏里江泥沙堆积而成，是东北平原的一部分。三江平原接邻俄罗斯，平原内主要是沼泽，农业产品有春小麦、水稻等。